# Тила Текила
Ти́ла Теки́ла (англ. Tila Tequila, настоящее имя Тхьен Тхань Тхи Нгуен (англ. Thien Thanh Thi Nguyen); род. 24 октября 1981 года, Сингапур) — американская порноактриса, певица, рэпер, автор песен, фотомодель и телеведущая французско-вьетнамского происхождения.

## Биография

### Ранние годы
Тила Нгуен родилась в Сингапуре в семье с французским и вьетнамским происхождением. Её родители эмигрировали из Вьетнама после Вьетнамской войны. Тила — третий и самый младший ребёнок в семье, у неё также есть брат Дэниел (род. 1976) и сестра Терри (род. 1979). Первое время после эмиграции её семья жила в Хьюстоне (штат Техас, США). Затем они вступили в закрытую буддистскую коммуну, а покинули её, когда Тиле исполнилось 8 лет.

## Карьера

### Модельная и актёрская карьера
Карьера Тилы началась в 17 лет, когда в Шарпстон-Молл её обнаружил агент Playboy и предложил участвовать в съёмке. После пробной съемки она переехала в Северную Калифорнию. Она стала Playboy кибер-девушкой недели 22 апреля 2002 года, а затем стала первой азиатской кибер-девушкой месяца.
Тила Нгуен достигла большей популярности после участия в автомобильных шоу и видеоигре Street Racing Syndicate и появления на обложке журнала Import Tuner. В 2003 Тила стала участницей реалити-шоу Теда Ньюджента Surviving Nugent на VH1. Также она участвовала в шоу Pants-Off Dance-Off на Fuse TV.
В апреле 2006 года Тила Нгуен появилась на обложке журнала Stuff. В интервью она рассказала, что её псевдоним «Текила» произошёл от её экспериментов с алкоголем в возрасте 13 лет. В августе 2006 она появилась на обложке британского Maxim. Она была названа 88 в списке Maxim Hot 100. В 2008 по версии того же списка она заняла 100 место.
6 апреля 2006 Тила Нгуен была одной из 12 незнакомцев в первом выпуске программы Identity (американская версия «Интуиции»). 4 марта 2007 она участвовала в шоу «War At Home». В 2007 году она также исполнила эпизодическую роль девушки Hooters в фильме «Чак и Ларри: Пожарная свадьба».

### A Shot at Love with Tila Tequila
26 марта 2007 в своем блоге на MySpace Тила объявила о съемках нового реалити-шоу для VH1 с её участием. Съемки начались в мае 2007, а летом шоу было показано по каналу MTV. В реалити-шоу участвовали 16 мужчин традиционной ориентации и 16 лесбиянок. Они сражались за внимание Тилы, которая после первого эпизода объявила, что она — бисексуалка. Шоу из 10 эпизодов было спродюсировано MTV и 495 Productions.
В конце шоу Тила поняла, что победитель, ради которого она отвергла других, её не любит, что принесло ей боль и разочарование. 30 декабря 2007 года победитель шоу Бобби Банхарт написал на MySpace, что Тила ни разу не позвонила ему после шоу. «Наверное все хотят знать… На самом деле она ни разу не позвонила мне после шоу, никто не дал мне её номер… Мы не вместе…». Но после Тила выдвинула свою причину разрыва: «Мы не могли встретиться около двух месяцев после шоу, только по телефону говорили. Мы старались поддерживать контакт и идти вперед».
Интерес к программе подогревался спорами между Тилой и консервативными христианскими организациями после статьи, появившейся в The Christian Post 13 сентября 2007 года. После прочтения статьи Тила Нгуен опубликовала в своем блоге пост с критикой христианских взглядов на однополые отношения, но в то же время с благодарностью Богу за спасение её жизни.
Премьера второго сезона состоялась в апреле 2008 и стала объектом споров в азиатской прессе, в изданиях вроде AsianWeek. Финал сезона был показан 8 июля 2008 года. Победитель Кристи Морган отказалась «бороться за любовь Тилы».

### Онлайн-бизнес
В июле 2001 Тила начала работу над своим веб-сайтом «Tila’s Hot Spot». В самом начале сайт задумывался как содержащий платный контент, а также информацию о Тиле и её блог. Позже сайт превратился в место с информацией о карьере и личной жизни Тилы Текилы, включая блоги и чат, а также фотографии, доступные для людей всех возрастов. В 2008 Buzznet обратился к Тиле с предложением о партнёрстве и превращении сайта в социальную сеть.

### Музыка
В возрасте 20 лет Тила интересовалась рок-музыкой и участвовала в рок-группе Beyond Betty Jean. После разрыва с Beyond Betty Jean Тила Нгуен некоторое время участвовала в группе Jealousy, а затем начала продвигать своё собственное сценическое имя «Тила Текила».
В 2006 Тила подписала договор со звукозаписывающей компанией A&M Records. 27 февраля 2007 она представила свой первый сингл «I Love U» на iTunes.
В марте 2007 года вашингтонская студия The Sunday Team выпустила EP Тилы Текилы, названный «Sex». Несмотря на заявление Тилы о том, что она не давала официального разрешения на выпуск альбома, The Sunday Team выиграла в суде дело и сделала альбом доступным для покупки.
9 октября 2007 года, в день премьеры A Shot at Love with Tila Tequila, Тила Текила выпустила второй официальный сингл «Stripper Friends». В середине ноября она занялась съемками видео для своего третьего сингла «Paralyze».

## Личная жизнь
Тила Текила — выпускница Alief Hastings High School 2000 года. В своих интервью она рассказывала, что её жестокая юность подтолкнула её к переезду в Калифорнию и началу модельной карьеры. В марте 2003 она рассказала, что пыталась начать обучение в колледже, но не набрала достаточного баллов: «Единственная причина, по которой я бы хотела посещать колледж — самообразование, но лишь в тех областях, что мне действительно интересны — вроде английского и истории».
В 2008 Тила подтвердила, что поддерживает дружбу с Меган МакКейн, Билли Корганом, Кортни Семел и Уильямом Бейкером. Также она подтвердила что с Уильямом её связывают не только дружеские отношения.
6 сентября 2009 Тила Текила стала жертвой домашнего насилия со стороны своего бывшего бойфренда Шона Мерримэна. 17 ноября 2009 Тила подала в суд дело о возмещении Мерримэном 1,5 млн. $.
9 декабря 2009 Тила объявила о своей помолвке с Кэйси Джонсон, наследницей компании Johnson&Johnson. 4 января 2010 Джонсон, страдавшая от диабета, была найдена мертвой. Несмотря на отсутствие заключения судмедэксперта, полиция объявила о том, что смерть Джонсон скорее всего была естественной.
20 декабря 2009 Тила Текила объявила о том, что станет суррогатной матерью для своего брата, но эта процедура по каким-то публично неизвестным причинам не состоялась.
В августе 2010 года Тила Текила стала жертвой нападения на ежегодной вечеринке Gathering of the Juggalos, которая проводилась в штате Иллинойс.
В марте 2012 года было сообщено, что Тила перенесла аневризму сосудов головного мозга.
16 ноября 2014 года родила дочь, Изабеллу Монро Нгуен, от бывшего бойфренда-музыканта Томаса Пакстона Уитакера.
В феврале 2018 года вышла замуж, а 14 августа того же года родила дочь Аннабелль Анию Нгуен.

## Фильмография
- «Чак и Ларри: Пожарная свадьба» (2007) — девушка из ресторана Hooters
- Masterminds (2012)